# Мухто
Мухто (рос. Мухто) — річка в Російській Федерації, що протікає на острові Сахалін. Довжина річки — 20 км. Площа водозабірного басейну — 90 км². Впадає в затоку Пільтун Охотського моря.